# 78535 Carloconti
78535 Carloconti è un asteroide della fascia principale. Scoperto nel 2002, presenta un'orbita caratterizzata da un semiasse maggiore pari a 2,5967750 UA e da un'eccentricità di 0,1099734, inclinata di 14,39701° rispetto all'eclittica.
Scoperto nell'ambito del progetto CINEOS all'Osservatorio di Campo Imperatore, è stato intitolato al conduttore televisivo italiano Carlo Conti.